# Váci vasúti baleset
Az 1974-es váci vasúti baleset a Budapest–Szob-vasútvonalon két utas halálával, 80 személyi sérüléssel végződő esemény volt a Pest megyei Vác területén.

## A baleset körülményei
1974. július 17-én a Nyugati pályaudvar és Vác között ingázó személyvonat a hajnali órákban Vác végállomásra érkezett. A szerelvény vezérlőkocsival nem rendelkezett, ezért V43 típusú mozdonyát leakasztották, majd körüljárásra a II. vágány váltója felé haladt. Ekkor a III. vágányra Szob felől személyvonat érkezett be. A tolató mozdony vezetője – észlelve a közeledő szerelvényt – fékezni, majd vészfékezni próbálta a járművet, de fékhatást nem tapasztalt, ezért kiugrott a vezetőállásból. A magára hagyott mozdony felvágott egy váltót, majd 31 km/órával haladva  összeütközött az utasokat szállító, 60 km/óra sebességgel haladó szerelvénnyel. A balesetben két utas meghalt, nyolcvanan (utasok és vasúti dolgozók) megsérültek, többen végtagjukat veszítették.

## A vizsgálat eredménye
A körüljárásra azért volt szükség, mert a szerelvény vezérlőkocsiját előző nap kisorozták a Nyugati pályaudvaron. Ennek oka a világításának meghibásodása volt.
A fék hibáját korábban kétszer is rögzítették az üzemi naplóba. Az első bejegyzés szerint „a féklöketek hosszúak”, amit később egy újabb bejegyzés – „nagyon hosszúak” – követett. A hibát szóban is jelentették, ennek ellenére intézkedés nem történt. Ugyanakkor a vizsgálat megállapította azt is, hogy a mozdony műszaki állapota nem volt rosszabb a Hámán Kató Fűtőház többi V43-as mozdonyának karbantartási színvonalánál. A fűtőházban kapacitás hiányában a 24 óránként esedékes napi vizsgálatokat csak kétnaponta vagy még ritkábban tudták elvégezni. A vizsgáló személyzet létszáma nem érte el az előírt minimumot. A fűtőház 25 mozdonyára és a többi ott vizsgáztatott mozdonyra összesen egyetlen vizsgálócsatorna jutott – „ez a vizsgálat tehát kapkodó, formális, vagy el is marad”.
A forgalmi utasítás szerint vonat bejárása közben a tolató mozgást fel kellett volna függeszteni, illetve azt meg sem lehetett volna kezdeni.
A vizsgálat 2 és fél millió forintos anyagi kárt állapított meg.
A baleset miatt 14 embert vontak felelősségre. A fűtőház főmérnöke lemondott, posztja több mint egy éven át betöltetlen maradt.